# Варгас, Бегонья
Бегонья Варгас (исп. Begoña Vargas; 18 декабря 1999, Мадрид) — испанская актриса

, модель и танцовщица, известная по роли Роберты в сериале «Другой взгляд», а также Кэмерон и Вероники де Гарсия в сериалах Netflix «Берлин» и «Открытое море» соответственно.

## Биография
В возрасте 10 лет она начала изучать современный танец в Муниципальной школе музыки, театра и танца в Лоэчесе. Спустя несколько лет она уже состоялась в труппах нескольких детских театров, сама ставила спектакли. У неё были роли в таких постановках, как «Отверженные» Виктора Гюго или «Граф Монте-Кристо» Дюма и других.
Известность пришла к ней с ролью Роберты в сериале «Другой взгляд» канала TVE.
В 2019 году, помимо продолжения роли Роберты во втором сезоне «Другого взгляда», она снимается в сериале Netflix «Открытое море» вместе с Иваной Бакеро, Джоном Кортахареной и Алехандро Ониэвой, где она играет Веронику де Гарсия.
В том же году стало известно, что он будет сниматься в сериале «Бока Норте» на платформе Playz.
В начале 2020 года был выпущен первый полнометражный фильм, в котором она участвует, будучи, кроме того, главной героиней — «Заклятье. Дом 32» в роли Ампаро Ольмедо.
В 2021 году на Netflix вышел фильм Даниэля Монсона «Законы границ» (исп. Las leyes de la frontera), где Бегонья сыграла главную женскую роль.